# Kruppa
Kruppa eller vanligen kors är en del av bakpartiet hos ett djur som ligger mellan ryggen och svansen. Den börjar vid korsbenet och har bäckenet som underlag och framåt begränsas av en linje mellan yttre höftknölarna och nedåt av en linje från yttre höftknölen till sittbensknölen.